# SpaceX Crew-8
SpaceX Crew-8 to ósmy załogowy lot operacyjny SpaceX w ramach programu Commercial Crew Program i 13. załogowy lot orbitalny statku kosmicznego Crew Dragon. Misja rozpoczęła się 4 marca 2024 roku.
Celem misji SpaceX Crew-8 było przetransportowanie czterech członków załogi Ekspedycji na pokład Międzynarodowej Stacji Kosmicznej. Do misji przydzielono trzech astronautów NASA, Matthew Dominicka, Michaela Barratta i Jeanette Epps, oraz jednego kosmonautę Roskosmosu, Alexandra Grebenkina. Astronautka Jeanette Epps była wcześniej przydzielona do misji Boeing Starliner-1.

## Załoga
| Pozycja           | Astronauta                                                                   |
| ----------------- | ---------------------------------------------------------------------------- |
| Dowódca           | Matthew Dominick, NASA - Ekspedycja 70 / 71 - Pierwszy lot kosmiczny         |
| Pilot             | Michael Barratt, NASA - Ekspedycja 70 / 71 - Trzeci lot kosmiczny            |
| Specjalista misji | Jeanette Epps, NASA - Ekspedycja 70 / 71 - Pierwszy lot kosmiczny            |
| Specjalista misji | Alexander Grebenkin, Roskosmos - Ekspedycja 70 / 71 - Pierwszy lot kosmiczny |

| Pozycja           | Astronauta                    |
| ----------------- | ----------------------------- |
| Dowódca           | Zena Cardman, NASA            |
| Pilot             | Nick Hague, NASA              |
| Specjalista misji | Stephanie Wilson, NASA        |
| Specjalista misji | Aleksandr Gorbunov, Roskosmos |

## Misja
Ósma misja operacyjna SpaceX w ramach Commercial Crew Program wystartowała o 3:53 UTC, 4 marca 2024 roku. W tym starcie SpaceX wysłało 50. astronautę podczas lotu statku Crew Dragon.

### Pierwsza próba startu
Po opóźnieniach spowodowanych niekorzystnymi warunkami pogodowymi nad Centrum Kosmicznym Johna F. Kennedy’ego NASA podjęła się pierwszej próby startu misji SpaceX Crew-8 trzeciego marca 2024 roku, która została przerwana trzy godziny przed startem z powodu silnego wiatru.

### Relokacja
Aby zrobić miejsce dla statku kosmicznego Starliner, który przybył na stacje w ramach misji Boeing Crew Flight Test, załoga misji Crew-8 przeniosła statek kosmiczny Crew Dragon Endeavour do doku zenitalnego znajdującego się w module Harmony w dniu 2 maja 2024 roku. Starliner pomyślnie wystartował 5 czerwca 2024 roku ostatecznie zadokował do modułu Harmony w dniu 6 czerwca 2024 roku.